# Movistar Open 2007 - Qualificazioni singolare
Le qualificazioni del singolare  del Movistar Open 2007 sono state un torneo di tennis preliminare per accedere alla fase finale della manifestazione. I vincitori dell'ultimo turno sono entrati di diritto nel tabellone principale. In caso di ritiro di uno o più giocatori aventi diritto a questi sono subentrati i lucky loser, ossia i giocatori che hanno perso nell'ultimo turno ma che avevano una classifica più alta rispetto agli altri partecipanti che avevano comunque perso nel turno finale.
Le qualificazioni del torneo Movistar Open 2007 prevedevano 12 partecipanti di cui 3 sono entrati nel tabellone principale.

## Teste di serie
1. Albert Portas (Qualificato)
2. Óscar Hernández (Qualificato)
3. Flávio Saretta (primo turno)

1. Juan Pablo Guzmán (Qualificato)
2. André Sá (primo turno)
3. Diego Junqueira (ultimo turno)

## Qualificati
1. Albert Portas
2. Óscar Hernández

1. Juan Pablo Guzmán
2. Juan Pablo Guzmán

## Tabellone

### Legenda
| - Q = Qualificato - WC = Wild card - LL = Lucky loser | - ALT = Alternate - SE = Special Exempt - PR = Protected Ranking | - w/o = Walkover - r = Ritirato - d = Squalificato |

### Sezione 1
|  | Primo turno | Primo turno   | Primo turno   | Primo turno | Primo turno |  |  | Ultimo turno | Ultimo turno  | Ultimo turno | Ultimo turno | Ultimo turno |  |
|  |             |               |               |             |             |  |  |              |               |              |              |              |  |
|  | 1           | Albert Portas | Albert Portas | 6           | 6           |  |  |              |               |              |              |              |  |
|  |             | Jorge Aguilar | Jorge Aguilar | 4           | 1           |  |  | 1            | Albert Portas | 6            | 3            | 6            |  |
|  |             | André Ghem    | 4             | 6           | 6           |  |  |              | André Ghem    | 2            | 6            | 1            |  |
|  | 5           | André Sá      | 6             | 3           | 3           |  |  |              |               |              |              |              |  |

### Sezione 2
|  | Primo turno | Primo turno      | Primo turno     | Primo turno | Primo turno |  |  | Ultimo turno | Ultimo turno    | Ultimo turno    | Ultimo turno | Ultimo turno |  |
|  |             |                  |                 |             |             |  |  |              |                 |                 |              |              |  |
|  | 2           | Óscar Hernández  | Óscar Hernández | 6           | 6           |  |  |              |                 |                 |              |              |  |
|  |             | Simone Vagnozzi  | Simone Vagnozzi | 4           | 4           |  |  | 2            | Óscar Hernández | Óscar Hernández | 6            | 6            |  |
|  | 6           | Diego Junqueira  | 6               | 65          | 6           |  |  | 6            | Diego Junqueira | Diego Junqueira | 3            | 2            |  |
|  |             | Rainer Eitzinger | 2               | 7           | 1           |  |  |              |                 |                 |              |              |  |

### Sezione 3
|  | Primo turno | Primo turno        | Primo turno        | Primo turno | Primo turno |  |  | Ultimo turno | Ultimo turno      | Ultimo turno      | Ultimo turno | Ultimo turno |  |
|  |             |                    |                    |             |             |  |  |              |                   |                   |              |              |  |
|  |             | Marc López         | 6                  | 1           | 7           |  |  |              |                   |                   |              |              |  |
|  | 3           | Flávio Saretta     | 4                  | 6           | 5           |  |  |              | Marc López        | Marc López        | 6            | 0r           |  |
|  | 4           | Juan Pablo Guzmán  | Juan Pablo Guzmán  | 6           | 6           |  |  | 4            | Juan Pablo Guzmán | Juan Pablo Guzmán | 2            | 0            |  |
|  |             | Juan Antonio Marín | Juan Antonio Marín | 3           | 2           |  |  |              |                   |                   |              |              |  |